# Akoenk (Gecharkoenik)
Akoenk (Armeens: Ակունք) is een plaats in Armenië. Deze plaats ligt in de marzer (provincie) Gecharkoenik. Deze plaats ligt 60 kilometer (hemelsbreed) van Jerevan (de hoofdstad van Armenië). Bij een bevolkingstelling in 2011 had de gemeente 4.443 inwoners.
Tot 1935 heette de plaats Ghrkhboelagh. Het dorp werd gesticht op de plaats van een nederzetting uit de bronstijd en aan de westzijde van Akoenk zijn de restanten te vinden van een cyclopisch fort, Klor Dar, gedateerd tussen de 6e en 4e eeuw voor Christus. Er zijn ook twee bedevaartsoorden in het dorp.

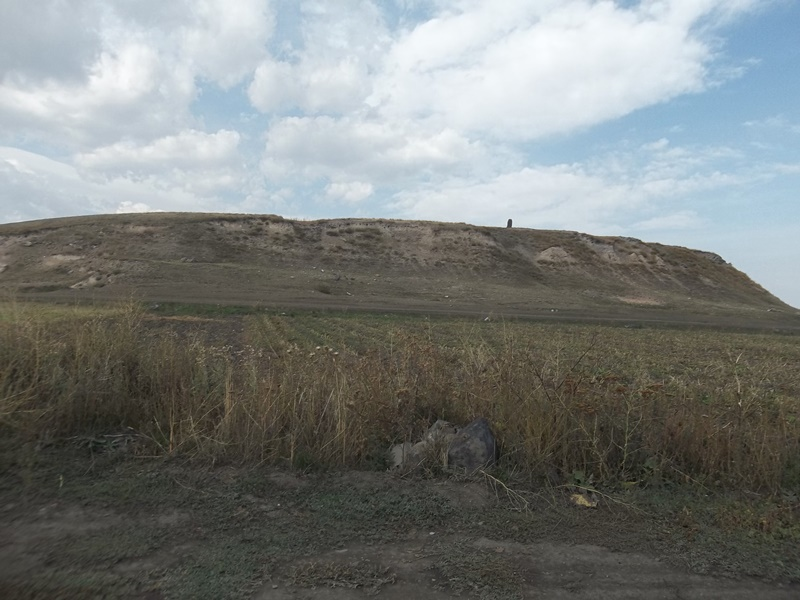
Het cyclopisch fort Klor Dar